# Bertolt Brecht
Pour les articles homonymes, voir Brecht.
Œuvres principales
- L'Opéra de quat'sous
- La Vie de Galilée
- La Résistible Ascension d'Arturo Ui
- Le Cercle de craie caucasien
- Grand-peur et misère du IIIe Reich
- Mère Courage et ses enfants

Compléments
Bertolt Brecht, né le 10 février 1898 à Augsbourg (Bavière) et mort le 14 août 1956 à Berlin-Est (RDA), est un dramaturge, metteur en scène, écrivain et poète allemand.
Il acquiert une renommée internationale avec L'Opéra de quat'sous créé en 1928. Vivant en exil en Scandinavie, puis aux États-Unis pendant la période nazie, il est inquiété au moment du maccarthysme. Il s'installe en 1949 à Berlin-Est, en République démocratique allemande, où il crée la compagnie du Berliner Ensemble avec son épouse, la comédienne Helene Weigel.
Son nom est lié au théâtre épique, genre qu'il théorise dans Petit Organon pour le théâtre.

## Biographie

### Jeunesse
Bertolt Brecht est d'origine bourgeoise ; son père devient propriétaire de la fabrique de papier où il était employé puis le directeur ; sa mère est protestante. Il commence à écrire très tôt (son premier texte est publié en 1914) et entame des études de philosophie, puis de médecine à Munich. En 1918, à vingt ans, il est mobilisé à la fin de la Première Guerre mondiale comme infirmier. L'horreur de la guerre a, comme pour les surréalistes français, une importante influence sur lui. La même année, il écrit sa première pièce, Baal, dans un style libertaire et lyrique qu'il délaisse par la suite. Il rédige des écrits pacifistes pour la presse locale à Augsbourg, puis à Munich et rompt les liens qui l'attachaient encore à sa famille.
Suivent les pièces Tambours dans la nuit en 1919 qui lui vaut le prix Kleist en 1922 et Dans la jungle des villes. On découvre dans ses premières œuvres, telles que Baal, des traits de caractère anarchiste. Il est alors très influencé par Erwin Piscator ou Max Reinhardt. Il est engagé comme conseiller littéraire en 1923 à Munich, puis, à Berlin en 1924 où il rejoint le Deutsches Theater de Max Reinhardt, avec l'actrice Helene Weigel, qui monte ses pièces. La même année, Elisabeth Hauptmann devient sa collaboratrice. Viennent ensuite Homme pour homme (1927) et Grandeur et décadence de la ville de Mahagonny (1930) : ces pièces provoquent des polémiques. En 1928, la création de L'Opéra de quat'sous (musique de Kurt Weill) est un des plus grands succès théâtraux de la république de Weimar, et lui assure une renommée internationale.

### La montée du nazisme
Depuis la seconde moitié des années 1920, Brecht est acquis au marxisme. À partir de 1930, les nationaux-socialistes commencent à interrompre avec véhémence les représentations des pièces de Brecht. L'arrivée au pouvoir des nazis le force à quitter l'Allemagne avec Helene Weigel, qu'il a épousée en avril 1929, après que leur domicile a été perquisitionné. En 1933, l'œuvre de Brecht est interdite et brûlée lors de l'autodafé du 10 mai de cette même année. Il parcourt l'Europe et, en juin 1933, s'installe au Danemark (à Svendborg à partir d'août 1933). Il écrit et rencontre des amis, dont Hanns Eisler, Karl Korsch et Walter Benjamin, mais aussi Ruth Berlau.

### L'exil
En 1935, le régime nazi le déchoit de sa nationalité allemande. Il participe la même année au Congrès international des écrivains pour la défense de la culture, à Paris, et dirige conjointement avec Lion Feuchtwanger et Willi Bredel la rédaction d'une revue intitulée Das Wort , dont le premier numéro paraît en 1936. Le but avoué de cette revue est d'unir l'intelligentsia antifasciste d'Allemagne autour d'un idéal prôné par l'Internationale communiste. Forcé à fuir en 1939, il s'installe en Suède, puis en Finlande, puis, après une traversée en bateau au départ de Vladivostok, il s'installe en Californie en 1941. Durant cette période, il écrit une grande partie de son œuvre dont La Vie de Galilée, Mère Courage et ses enfants, La Bonne Âme du Se-Tchouan, La Résistible Ascension d'Arturo Ui (attaque contre Hitler), Le Cercle de craie caucasien et Petit Organon pour le théâtre, dans lequel il exprime sa théorie du théâtre épique et de la distanciation. Parallèlement, il travaille à Hollywood, ce qui le conduit notamment à l'écriture du scénario du film antinazi Les bourreaux meurent aussi (Hangmen Also Die), réalisé par Fritz Lang en 1943.

### Bertolt Brecht en RDA

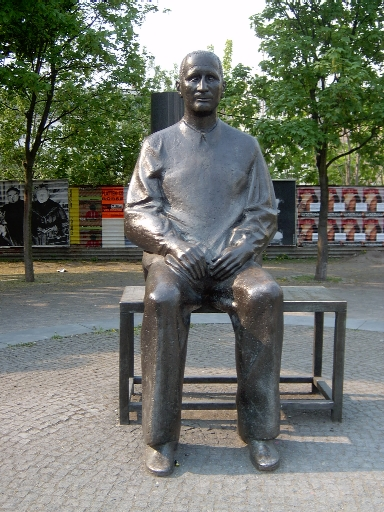
Le Brecht-Denkmal de Fritz Cremer devant le Berliner Ensemble.

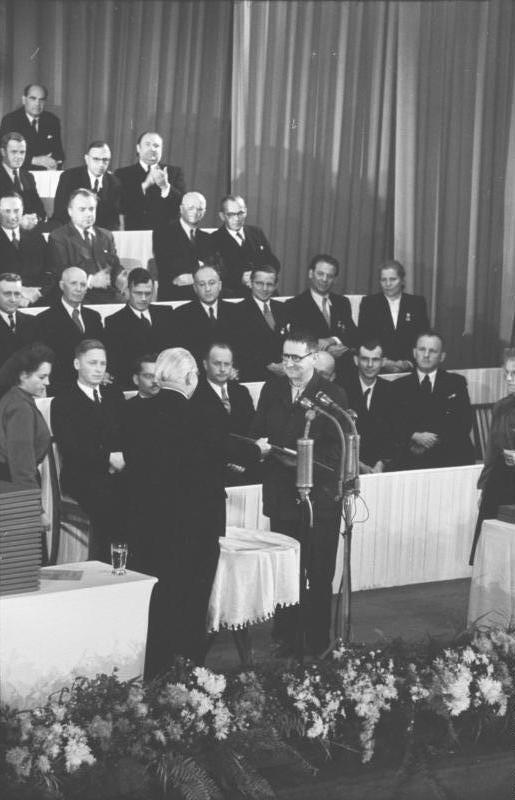
Wilhelm Pieck remet le Prix national de la République démocratique allemande à Bertolt Brecht (1951).

Un temps mis sur liste noire durant la période du maccarthysme, il accepte de témoigner devant l'HUAC, se désolidarisant des 10 premiers témoins qui se protégeaient derrière le 1er amendement. Le lendemain de son passage devant la commission, soit le 31 octobre 1947, remercié pour sa coopération, il s'envole pour Paris puis se rend en Suisse où il vit pendant un an.
En octobre 1948, il se rend à Berlin, à l'invitation du Kulturbund pour le renouveau démocratique de l'Allemagne, en passant par Prague. Les Alliés lui refusant le visa qui lui aurait permis de s’installer en RFA, c'est grâce aux Tchèques qu'il peut rejoindre la RDA. En 1949, il s'installe définitivement à Berlin-Est et fonde avec son épouse Helene Weigel le Berliner Ensemble où il approfondit sa réflexion sur le théâtre épique, dans le prolongement du théâtre documentaire de Piscator qu'il oriente autour de l'effet de distanciation (Verfremdungseffekt) et qui s'oppose à la tradition d'un théâtre dramatique d'identification.
Toutefois, les autorités de la RDA critiquent son esthétique théâtrale car elle ne cadre pas avec la conception du réalisme socialiste. Elles lui reprochent d'être trop « formaliste », trop « cosmopolite » et trop « pacifiste ». Ses pièces pècheraient par l'absence de héros ouvriers positifs.
Apatride depuis 1935, Brecht obtient la nationalité autrichienne en 1950, bien que n'ayant aucune envie de quitter la RDA.
Le 7 octobre 1951, il reçoit le Prix national de la République démocratique allemande.

#### Réaction de Brecht aux événements du 17 juin 1953
Quand, le 17 juin 1953, les ouvriers est-allemands vinrent manifester en masse à Berlin (contre la médiocrité de leur niveau de vie, la forte augmentation des objectifs de travail et le mauvais fonctionnement des infrastructures, et plus globalement contre le régime), Brecht fit parvenir à Walter Ulbricht une lettre où il exprimait sa « solidarité avec le Parti socialiste unifié d'Allemagne » ; il ajouta tout de même qu'il attendait « qu'on discutât avec les masses sur la vitesse avec laquelle il fallait construire le socialisme ». Le même jour, il adressa d'autres messages de solidarité à Vladimir Semionovitsch Semionov (« l'amitié indestructible avec l'Union soviétique ») et à Otto Grotewohl ainsi qu'à Gustav Just (en), proposant également d'apporter sa contribution au programme radiophonique de l'époque.
En même temps, dans un texte dactylographié non publié, Brecht analysait ainsi la situation :

« Les manifestations du 17 juin ont montré le mécontentement d'une partie considérable des ouvriers de Berlin à la suite d'une série de mesures économiques manquées.
Des éléments fascistes organisés ont essayé d'abuser de ce mécontentement pour arriver à leurs fins meurtrières.
Pendant plusieurs heures, Berlin s'est trouvé au bord d'une troisième guerre mondiale.
Seule l'intervention rapide et décisive des troupes soviétiques a permis de déjouer cette tentative.
Il allait de soi que cette intervention des troupes soviétiques n'était nullement dirigée contre les manifestations ouvrières. Elle visait exclusivement ceux qui essayaient d'allumer dans le monde un nouvel incendie.
Il appartient maintenant, à chacun de son côté, d'aider le gouvernement à éliminer les erreurs qui sont à l'origine du mécontentement et qui mettent gravement en péril nos importants acquis sociaux, qui sont indubitables. »

Brecht voyait la cause des grèves dans la tentative du gouvernement « d'accroître la production en augmentant les normes de rendement sans contrepartie appropriée ». On a instrumentalisé les artistes pour en faire des propagandistes de ce projet : « On a accordé aux artistes un niveau de vie élevé et aux ouvriers on l'a seulement promis ». Brecht voyait comme solution alternative un changement réel de la sphère de production.
Brecht concluait sa lettre à Ulbricht par un message de solidarité envers le parti, dans lequel certains biographes voient une simple formule de politesse. Cependant, c'est seulement ce message de solidarité que le gouvernement publia dans le Neues Deutschland du 21 juin 1953, contre son gré, ce qui discrédita Brecht. Il essaya de rectifier l'impression qu'avait donnée la partie publiée de sa lettre. Dans un texte titré « Urgence d'un grand débat », il prit position à côté d'autres auteurs dans le Neues Deutschland du 23 juin 1953. Après avoir proclamé son orthodoxie dans une introduction où il dénonçait l'abus des manifestations « à des fins bellicistes », il réclamait une nouvelle fois une « grande discussion » avec les ouvriers, « qui ont fait savoir un mécontentement légitime ». En octobre 1953, Brecht communiqua aux journalistes de RFA la lettre complète envoyée à Walter Ulbricht, et y fit publier « Urgence d'un grand débat ».

Par ailleurs, il écrivit un poème, La Solution, qui disait : 

« J'apprends que le gouvernement estime que le peuple a “trahi la confiance du régime” et “devra travailler dur pour regagner la confiance des autorités”. Dans ce cas, ne serait-il pas plus simple pour le gouvernement de dissoudre le peuple et d'en élire un autre »

« À l'époque, c'était pour Brecht l'écroulement de tout un monde. Le coup l'avait bouleversé. Des témoins oculaires nous rapportent qu'à ce moment, à l'époque ils l'auraient vu vraiment désemparé ; longtemps, il porta sur lui une copie de la lettre fatale et il la montrait à des amis et à des connaissances pour essayer de se justifier. Mais il était trop tard. Brutalement, les théâtres de l'Allemagne de l'Ouest, les plus fidèles qu'il avait à côté de ses propres théâtres – retirèrent ses pièces des répertoires, et il fallut longtemps jusqu'à ce que ce boycott se relâchât. »

Ronald Gray retrouvait dans le comportement de Brecht le personnage de Galileo Galilei que Brecht lui-même avait introduit dans la littérature : l'adaptation verbale au régime, à la manière d'un caméléon, lui permettait de sauvegarder ses intérêts matériels. Walter Muschg faisait un rapprochement entre le comportement peu clair de Brecht et la vie double du personnage de Brecht, Shen-Te, de La Bonne Âme du Se-Tchouan :

« Pouvaient rester libres dans la lâcheté et la bêtise du temps ceux qui menaient la double vie que La Bonne Âme du Se-Tchouan nous présentait, et qui s'efforçaient de se maintenir au prix de concessions. Cela ne le servait en rien que les vers livrés qu'il fournissait pour des manifestations officielles fussent délibérément ou étaient étrangement mauvais, les ruses de Schweyk dans ses rapports avec la dictature ne pouvaient lui apporter aucun calme intérieur. Fantôme de lui-même, mais trop orgueilleux pour s'enfuir, il devait rester jusqu'au bout sous un drapeau dont il doutait déjà depuis longtemps.
Seule une autre fin de la guerre aurait pu lui éviter cette situation dont il ne pouvait s'échapper. Il n'était en aucune façon un traître, mais un prisonnier. Il redevenait celui qui n'est pas à sa place, son visage prenait des traits cadavériques. Le plus mauvais abus qu'on pût faire de sa personne était de passer sous silence sa prise de position critique contre la répression de la révolte berlinoise de juin 1953, en n'en donnant à voir au public que la formule finale obligatoire. Après sa mort précoce, liée sans doute au chagrin que l'affaire lui causait, on a retrouvé des poèmes qui montraient bien ce qu'il souffrait. »

Dans sa biographie de Brecht, Brecht und Co, très sujette à caution, John Fuegi analyse autrement ses réactions. Il a avoué lui-même être à cette époque sous pression et se battre pour prendre en charge le théâtre Am Schiffbauerdamm. Sa référence à des provocateurs de la CIA montre qu'il interprétait la situation d'une façon fondamentalement viciée. « Le gouvernement de la RDA avait perdu le contact avec les ouvriers, et c'était aussi le cas pour Brecht. » Rappelons que Brecht, outre la lettre citée plus haut, avait envoyé d'autres messages de solidarité à Vladimir Semionov et à Otto Grotewohl. D'ailleurs, il refusa de réagir à la protestation d'un employé du Berliner Ensemble contre les salaires dérisoires d'environ 350 marks nets ; mais lui, pendant ce temps, recevait 3 000 marks par mois et seulement pour son activité au théâtre.
Dans sa réflexion poétique sur les événements, Brecht a pris en juillet et août 1953 une attitude nettement plus distante face au gouvernement de RDA que celle qu'il avait exprimée dans les élégies Buckower Elegien, entre autres dans le poème Die Lösung. La discussion que Brecht avait souhaitée ne s'était pas réalisée ; il se retira alors des débats suivants devenus stériles. De juillet à septembre 1953, Brecht travailla surtout à Buckow aux poèmes des Buckower Elegien et à la pièce Turandot ou le congrès de blanchisseurs. À l'époque, Brecht éprouvait aussi plusieurs crises en rapport avec ses liaisons amoureuses qui ne cessaient de changer. Helene Weigel se retira provisoirement seule à la Reinhardstrasse 1 et Brecht dans un bâtiment d'arrière-cour à la Chausseestrasse 125. Ruth Berlau, sa compagne fidèle depuis bien des années, se révélait de plus en plus pour Brecht comme une charge, d'autant plus qu'elle aussi ne réalisait que sporadiquement son travail pour le Berliner Ensemble.

### Dernières années

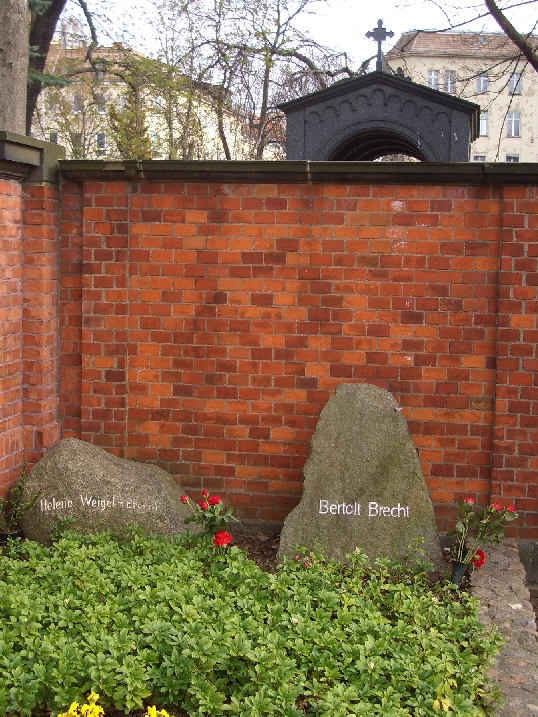
Tombes de Bertolt Brecht et Helene Weigel.

Avec l'arrivée au ministère de la Culture de Johannes R. Becher en janvier 1954, Brecht est admis dans le conseil consultatif (Beirat) artistique et en juin il est nommé vice-président de l'Académie allemande des arts.
En avril 1954, la troupe du Berliner Ensemble s'installe dans le Theater am Schiffbauerdamm.
En décembre 1954, Brecht est proposé pour le prix Staline international pour la paix, prix qu'il reçoit à Moscou en 1955.
Il meurt d'un infarctus le 14 août 1956. Sa tombe d'honneur (Ehrengrab) se trouve au cimetière de Dorotheenstadt à Berlin.

## Collaborateurs et associés

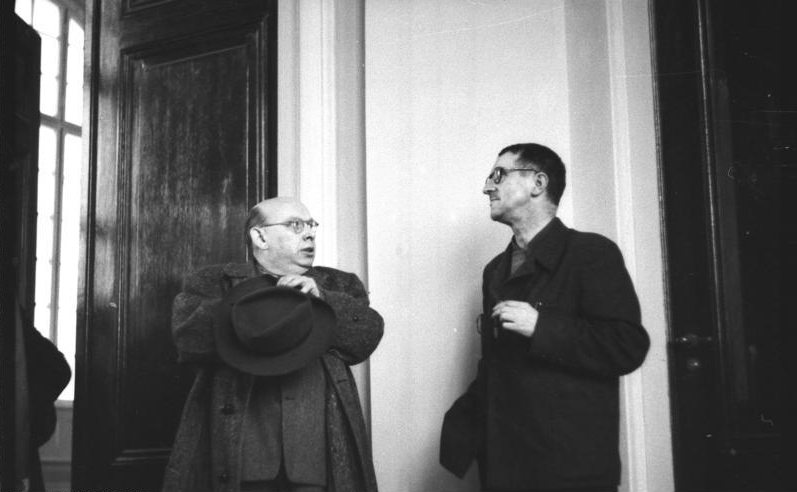
Bertolt Brecht et Hanns Eisler en 1950.

Les œuvres collectives et les méthodes de travail en collaboration sont inhérentes à l'approche de Brecht, comme Fredric Jameson (entre autres) le souligne. Jameson décrit le créateur de l'œuvre non pas comme Brecht l'individu, mais plutôt comme Brecht tel un sujet collectif qui « devait certainement avoir un style distinctif (celui que nous appelons aujourd'hui « brechtien »), mais non personnel au sens bourgeois ou individualiste ».
Au cours de sa carrière, Brecht a eu des liens durables avec de nombreux écrivains, compositeurs, scénographes, metteurs en scène, dramaturges et acteurs, dont Elisabeth Hauptmann, le dramaturge, metteur en scène et poète Heiner Müller, Margarete Steffin, Ruth Berlau, Slátan Dudow, Kurt Weill, Hanns Eisler, Paul Dessau, Caspar Neher, Teo Otto (de), Karl von Appen (de), Ernst Busch, Lotte Lenya, Peter Lorre, Thérèse Giehse, Angelika Hurwicz, Carola Neher et Helene Weigel elle-même. C'est « le théâtre comme expérience collective […] comme quelque chose de radicalement différent du théâtre en tant qu'expression ou expérience ».

### Liste de collaborateurs et associés
- Karl von Appen (de)
- Heiner Müller
- Walter Benjamin
- Eric Bentley (en)
- Ruth Berghaus
- Ruth Berlau
- Berliner Ensemble
- Benno Besson
- Arnolt Bronnen (de)
- Emil Burri (de)
- Ernst Busch
- Paul Dessau
- Slátan Dudow
- Hanns Eisler
- Erich Engel
- Erwin Faber
- Lion Feuchtwanger
- Thérèse Giehse
- Alexander Granach
- Elisabeth Hauptmann
- Paul Hindemith
- Oskar Homolka
- Angelika Hurwicz
- Herbert Ihering
- Fritz Kortner
- Fritz Lang
- Wolfgang Langhoff
- Charles Laughton
- Lotte Lenya
- Theo Lingen
- Peter Lorre
- Ralph Manheim (de)
- Carola Neher
- Caspar Neher
- Teo Otto (de)
- G W Pabst
- Erwin Piscator
- Margarete Steffin
- Karl Valentin
- Carl Weber (en)
- Helene Weigel
- Kurt Weill
- John Willett

## Postérité
Bertolt Brecht servit souvent de référence pour les mouvements d'extrême gauche des années 1970 en Europe[réf. nécessaire]. Une phrase de Brecht est fréquemment citée par les militants et mouvements sociaux de gauche[réf. nécessaire] :

« Nos défaites d'aujourd'hui ne prouvent rien, si ce n'est que nous sommes trop peu dans la lutte contre l'infamie, et de ceux qui nous regardent en spectateurs, nous attendons au moins qu'ils aient honte. »

Il s'agit de la fin d'un texte de 1934, intitulé Gegen die Objektiven et popularisé par l'interprétation d'Ernst Busch. La citation originale est :
« Unsere Niederlagen nämlich

Beweisen nichts, als daß wir zu

Wenige sind

Die gegen die Gemeinheit kämpfen

Und von den Zuschauern erwarten wir

Daß sie wenigstens beschämt sind ! »
Slavoj Žižek cite lors la conférence On the idea of Communism (2009) le propos de Brecht quant au communisme dans La Mère :
« Il est raisonnable, à portée de tous. Il est facile,

Toi qui n'es pas un exploiteur, tu peux le comprendre.

Il est fait pour toi, renseigne-toi sur lui.

Les sots l'appellent sottise, et les malpropres, saleté.

Il est contre la saleté et contre la sottise.

Les exploiteurs disent que c'est un crime,

Nous, nous savons :

Il est la fin des crimes.

Il n'est pas une absurdité,

Mais la fin de l'absurdité.

Il n'est pas le chaos.

Mais l'ordre.

Il est chose simple,

Difficile à faire. »
Le poème attribué à Martin Niemöller, commençant par « Lorsque les nazis sont venus chercher les communistes », continue parfois d'être faussement attribué à Bertolt Brecht aujourd'hui.
L'administration postale de la RDA a émis, dès 1957, plusieurs timbres-poste à sa mémoire et à ses œuvres. L'Allemagne réunifiée a fait de même en 1996.

## Style
Brecht voulait rompre avec l'illusion théâtrale et pousser le spectateur à la réflexion. Ses pièces sont donc ouvertement didactiques : par l'usage de panneaux avec des maximes, des apartés en direction du public pour commenter la pièce, des intermèdes chantés, etc., il force le spectateur à avoir un regard critique. Ce processus, qu'il baptise « distanciation » (Verfremdungseffekt ou Effet V) a beaucoup influencé certains metteurs en scène comme Peter Brook. Dans son théâtre épique, l'acteur doit plus raconter qu'incarner, susciter la réflexion et le jugement plus que l'identification.
Dans cette optique, l'auteur Roland Barthes parlera de « révolution brechtienne », tant son théâtre est en rupture avec la grande tradition dramatique en réfutant une « essence de l'art éternel » et en faisant écho à l'idée progressiste selon laquelle chaque société doit inventer l'art qui portera en germe les prémices d'un futur à construire.

## Œuvres
(Par ordre chronologique.)
- Les Sermons domestiques
- Jean La Chance, 1918 (inachevé)
- Baal, 1918
- La Noce chez les petits bourgeois, 1919
- Lux in Tenebris, 1919
- Tambours dans la nuit (Trommeln in der Nacht), 1920
- Dans la jungle des villes (Im Dickicht der Städte), 1922
- La Vie d'Édouard II d'Angleterre (Leben Eduards der Zweiten von England), 1924
- Homme pour homme (Mann ist Mann), 1925
- L'Enfant d'éléphant, 1926
- L'Opéra de quat'sous (Die Dreigroschenoper), 1928
- Le Vol au-dessus de l'océan, 1929
- L'importance d'être d'accord (Das Badener Lehrstücke von Einverständnis), 1929
- Happy End, 1929
- Grandeur et décadence de la ville de Mahagonny (Aufstieg und Fall der Stadt Mahagonny), 1930
- Sainte Jeanne des Abattoirs (Die heilige Johanna der Schlachthöfe), 1930
- Celui qui dit oui, celui qui dit non (Der Jasager, Der Neinsager), 1930
- La Décision (Die Massnahme), 1930
- L'Exception et la Règle (Die Ausnahme und die Regel), 1930
- La Mère (Die Mutter), 1931
- Ventres glacés (Kuhle Wampe) (film), 1932
- Les Sept Péchés capitaux (Die sieben Todsünden), 1933
- Têtes rondes et Têtes pointues (Die Rundköpfe und die Spitzköpfe), 1933
- Einheitsfrontlied, 1935
- Les Fusils de la mère Carrar (Gewehre der Frau Carrar), 1937
- Mère Courage et ses enfants (Mutter Courage und ihre Kinder), 1938
- Grand-peur et misère du Troisième Reich (Furcht und Elend des Dritten Reiches), 1938
- La Vie de Galilée (Leben des Galilei), 1938
- La Bonne Âme du Se-Tchouan (Der gute Mensch von Sezuan), 1938
- Le Procès de Lucullus (Das Verhör des Lucullus), 1939
- Maître Puntila et son valet Matti (Herr Puntila und sein Knecht Matti), 1940
- Dialogues d'exilés (Flüchtlingsgespräche), 1940-1941
- La Résistible Ascension d'Arturo Ui (Der aufhaltsame Aufstieg des Arturo Ui), 1941
- Les Visions de Simone Machard (en) (Die Gesichte der Simone Machard), 1942
- Schweyk dans la Deuxième Guerre mondiale (Schweyk im zweiten Weltkrieg), 1943
- Les bourreaux meurent aussi (scénario), film réalisé par Fritz Lang, 1943
- Le Cercle de craie caucasien (Der kaukasische Kreidekreis), 1945 (publié en 1949[23])
- Antigone (Die Antigone des Sophokles), 1947
- Histoires d'almanach (Kalendergeschichten), 1949, comprenant les Histoires de monsieur Keuner
- Les Jours de la Commune, scénario de 1949, réalisé par Manfred Wekwerth et Joachim Tenschert (de) à la télévision est-allemande en 1966
- Petit Organon pour le théâtre, 1948
- La Dialectique au théâtre, 1951
- Don Juan, d'après Molière, 1953
- Les Élégies de Buckow (de), partiellement publiées en 1953 et 1954
- Les Affaires de Monsieur Jules César, 1957
- Turandot, ou le congrès des blanchisseurs (Turandot oder der Kongress der Weisswäscher), 1954
- L’Achat du cuivre, recueil de textes, écrits de 1939 à 1955, pour un théâtre de « l'âge scientifique »
- Tambours et Trompettes (Pauken und Trompeten, 1955), adaptation de la pièce L'Officier recruteur (en) (1706) de George Farquhar
- Me Ti. Livre des retournements (Me-ti. Buch der Wendungen), 1971[n 2]